# 世界平和評議会
世界平和評議会（せかいへいわひょうぎかい、英語: World Peace Council）は、ポーランドのワルシャワで設立された組織。冷戦当時に東側諸国（社会主義国）政府の主導で設立された。日本からは日本共産党系の日本平和委員会が加入している。

## 歴史

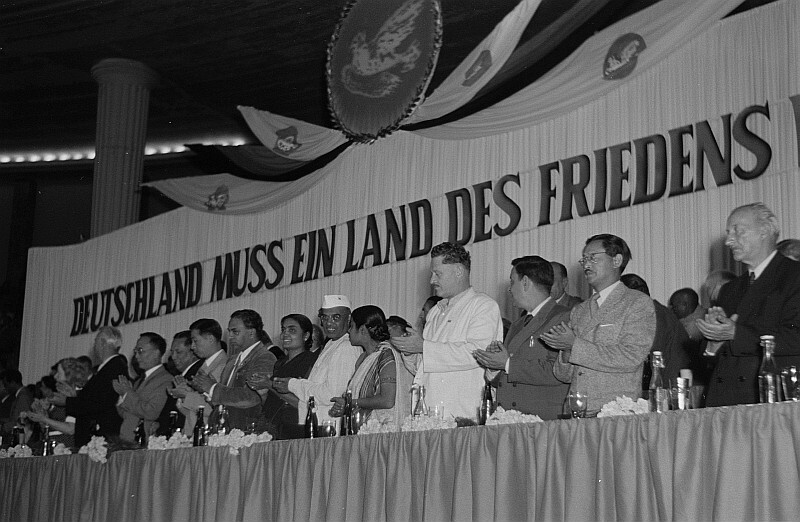
壇上にパブロ・ピカソによる『鳩』を掲げた東ベルリン会議。1952年7月1日。

1949年4月20日-26日、パリで平和擁護世界大会（World Congress of Partisans of Peace）の第1回大会が開かれた。72カ国1784人が参加。冷戦が激化し始める中、フランス政府が東側諸国代表の入国を拒否したため、東側諸国の1国であるチェコスロバキアのプラハでも同時開催された。
1950年11月16日-22日、ワルシャワで第2回平和擁護世界大会が開かれ、81か国から2065人が参加。冷戦下においてアメリカや日本、西ドイツなどの西側諸国と対峙するソビエト連邦やポーランド、東ドイツなどの東側諸国の強い影響を受ける団体であることから、日本と西ドイツの「再軍備」を非難したものの、東ドイツやポーランドの「再軍備」については触れずじまいであった。また、「世界平和評議会」の設置を決定し、核兵器使用禁止を求める「ストックホルム・アピール」を宣言し、その後5億の署名を集めた。　
1951年、常設機関として設立されていた平和擁護世界大会委員会が改組されて世界平和評議会が発足した。事務局は当初プラハに置かれ、初代議長にはフランスの原子物理学者フレデリック・ジョリオ＝キュリーが就任した。
1951年2月21日-26日、東ドイツの東ベルリンで世界平和評議会総会を開催し、5大国平和協定締結を呼びかけたベルリン・アピールを採択した。
1953年6月15日-20日、ハンガリーのブダペストで世界平和評議会開催。「平和は話し合いで」のブダペスト・アピールを発表した。
1954年3月21日-25日、オーストリアのウィーンで世界平和評議会理事会開催。平野義太郎が放射能被害の実相を報告し、ビキニ事件宣言が発表された。
1955年1月19日、ウィーンで世界平和評議会拡大執行局会議を開催、「原子戦争」（核戦争）の準備に反対するウィーン・アピールを発表した。
1956年4月5日-9日、スウェーデンのストックホルムで、軍縮と原子兵器禁止問題を討議する世界平和評議会特別総会。
1957年6月10日-17日、スリランカのコロンボで世界平和評議会総会。核実験即時停止アピールと軍縮宣言を採択した。
1963年11月28日、ワルシャワで世界平和評議会総会。日本代表団（団長平野義太郎）は、部分的核実験停止条約支持への反対を提案したが、否決された。
1987年7月30日-31日、日本で世界平和評議会軍縮委員会。

## 歴代議長
- フレデリック・ジョリオ＝キュリー (1950–1958)
- ジョン・デスモンド・バナール (1959–1965)
- Isabelle Blume (1965–1969)
- Romesh Chandra (事務局長1966–1977; 議長 1977–1990)
- Evangelos Maheras (1990–1993)
- Albertina Sisulu (1993–2002)
- Orlando Fundora López (2002–2008)